# Lardaro
Lardaro is een gemeente in de Italiaanse provincie Trente (regio Trentino-Zuid-Tirol) en telt 193 inwoners (31-12-2004). De oppervlakte bedraagt 10,8 km², de bevolkingsdichtheid is 18 inwoners per km².

## Demografie
Lardaro telt ongeveer 85 huishoudens. Het aantal inwoners steeg in de periode 1991-2001 met 11,5% volgens cijfers uit de tienjaarlijkse volkstellingen van ISTAT.
| Jaar | Inwoneraantal |
| ---- | ------------- |
| 1991 | 165           |
| 2001 | 184           |

## Geografie
Lardaro grenst aan de volgende gemeenten: Daone, Tione di Trento, Roncone, Praso, Pieve di Bono.